# کورتیس ایکس‌پی-۳۱ سوییفت
کورتیس ایکس‌پی-۳۱ سوییفت (به انگلیسی: Curtiss_XP-31_Swift) یک هواگرد ملخ‌پیشین تک‌موتوره از نوع Experimental monoplane fighter ساخت شرکت Curtiss است. هواگرد کورتیس ایکس‌پی-۳۱ سوییفت نخستین پروازش را در ژوئیه ۱۹۳۲ میلادی انجام داد. این هواگرد در سال ۱۹۳۳ میلادی رسماً معرفی گردید. در مجموع، تعداد ۱ فروند از این هواگرد ساخته شده‌است.